# Emich IX.

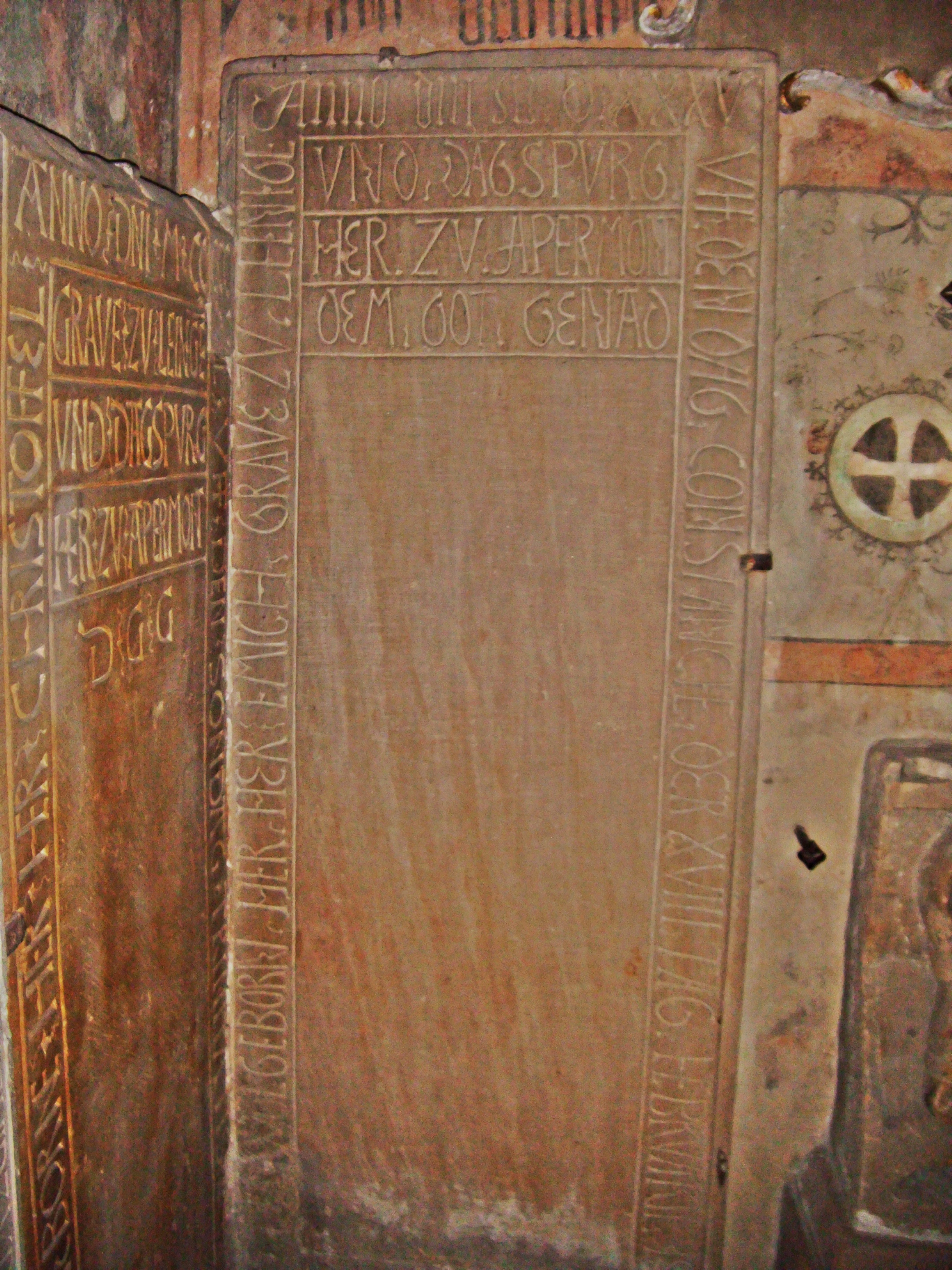
Grabplatte Graf Emichs IX. in Bad Dürkheim

Emich IX. von Leiningen-Hardenburg; frühere Zählung Emich VIII.  (* ?; † 18. Februar 1535), war ein regional bedeutsamer Graf von Leiningen-Dagsburg-Hardenburg.

## Biografie

### Herkunft und Familie
Emich IX. kam zur Welt als Sohn des Grafen Emich VIII. von Leiningen-Dagsburg-Hardenburg († 1495) und seiner Gattin Anna von Apremont. Seine älteren Schwestern Beatrix und Anna wurden 1482 beide Benediktinerinnen im Kloster Marienberg zu Boppard.

### Leben
Um 1470 vermählte sich Graf Emich IX. mit Agnes von Eppstein-Münzenberg († 1533), Tochter des Grafen Gottfried XII. von Eppstein-Münzenberg und seiner Frau Walpurga von Salm.
Mit dem Tod des Vaters, 1495, trat er die Regierung an. Kleinere Teile der Grafschaft Leiningen-Dachsburg-Hardenburg fielen nach einigen Streitigkeiten 1501 an die jüngeren Brüder Hesso und Friedrich. Hesso wurde Herr von Apremont und Friedrich erbte Ormes.
1495 erscheinen Emich IX. und seine Brüder in einer Teilnehmerliste des Reichstags von Worms. Dort wurde die Einrichtung des Reichskammergerichtes beschlossen und ein Ewiger Landfriede beschworen. Graf Emich IX. war kriegerisch und entschlossen veranlagt. Trotz des Landfriedens verwickelte er sich rasch in zahlreiche Fehden mit benachbarten Territorien. Wegen bereits dem Vater verweigerter Lehen durch die Kurpfalz bestand auch zu diesem Staat ein angespanntes Verhältnis. Vorausblickend ließ der Leininger seinen Stammsitz Hardenburg verstärken und ausbauen. Ebenso errichtete er 1502 in Kleinbockenheim die 1460 zerstörte Emichsburg neu. 

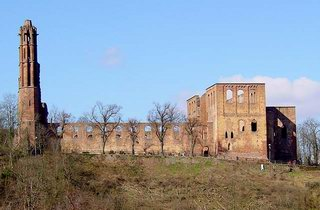
Die Ruine des von Emich IX. niedergebrannten Klosters Limburg

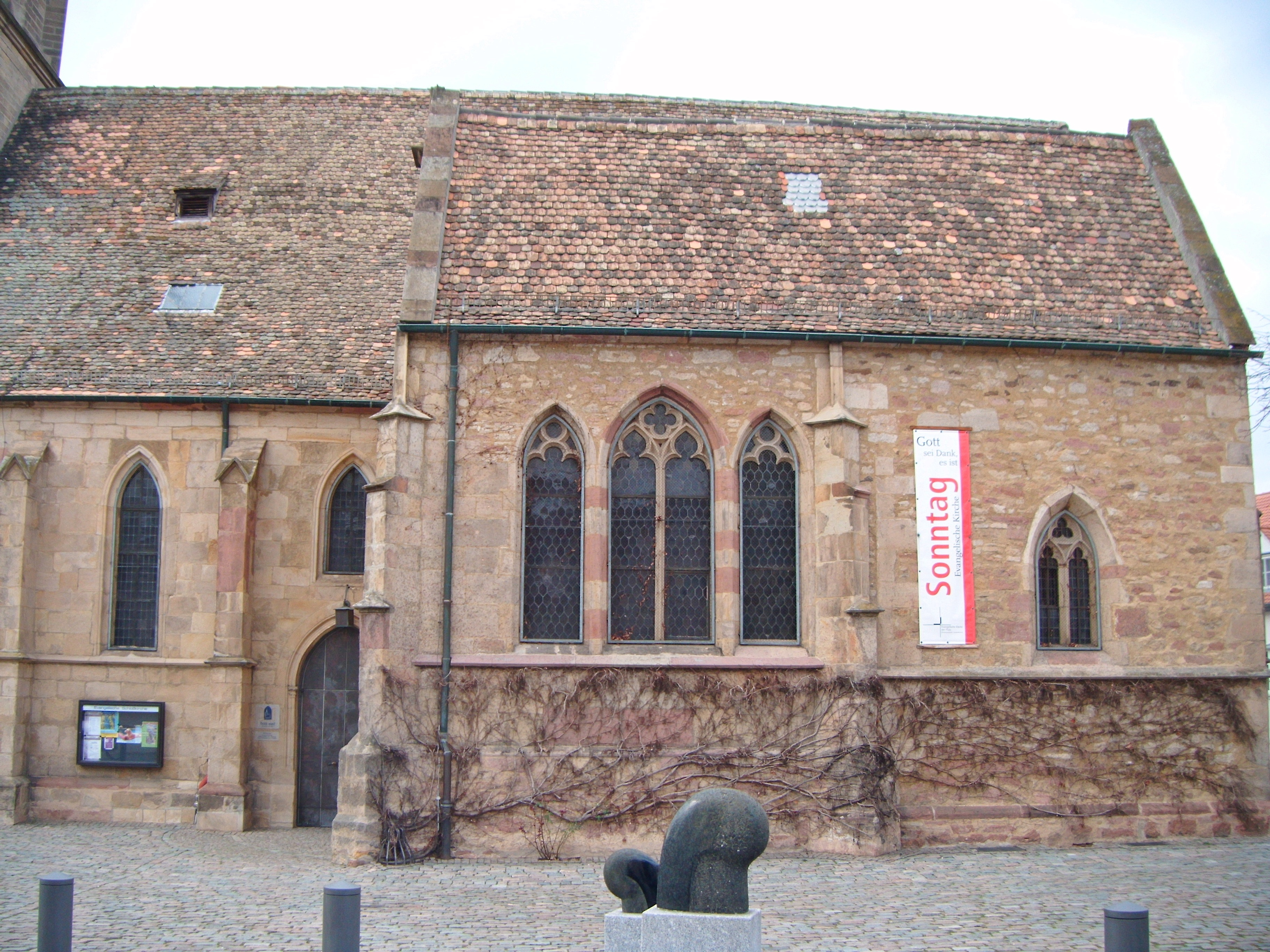
Die von Graf Emich IX. erbaute Grabkapelle bei der Schlosskirche Bad Dürkheim

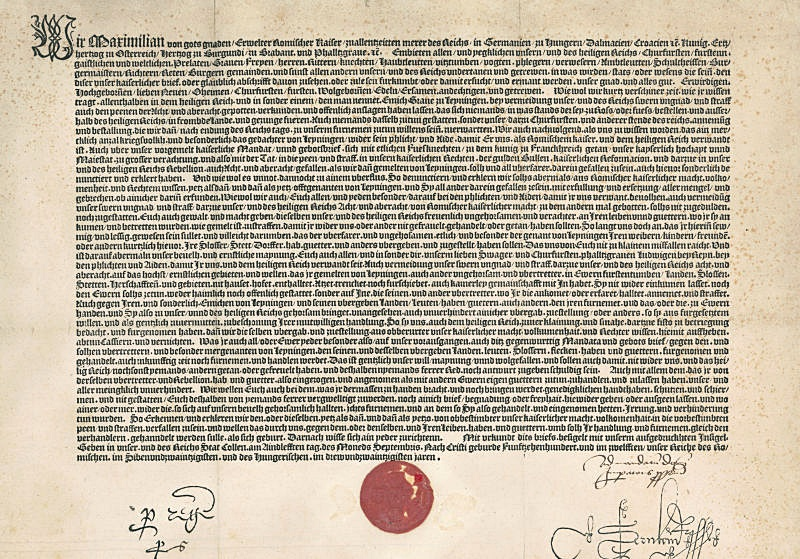
Gedruckte Urkunde Kaiser Maximilian I. über die Verhängung der Reichsacht gegen Graf Emich IX., 1512

Als 1504 der Landshuter Erbfolgekrieg ausbrach und Kurfürst Philipp von der Pfalz mit der Reichsacht belegt wurde, erhob sich Emich IX. sofort gegen ihn. Mit Landgraf Wilhelm II. von Hessen durchzog er die Kurpfalz und hinterließ insbesondere an der Bergstraße eine Spur der Verwüstung. Der Historiker Johann Georg Lehmann zitiert dazu in Band 3 der Urkundlichen Geschichte der Burgen und Bergschlösser in den ehemaligen Gauen, Grafschaften und Herrschaften der bayerischen Pfalz, aus Bernhard Hertzogs „Chronicon Alsatiae“ von 1592: „(Er) ließ sich durch seine Rachsucht zu bespiellosen Grausamkeiten verleiten; nur rauchende Trümmer bezeichneten seinen Zug und grenzenloses Elend war sein Gefolge, daher er sich bei dieser Gelegenheit die nicht ehrenvolle Benennung eines Brandmeisters erwarb, der kein Mitleid mit den Armen und Bedrängten kannte.“
Kaum hatte Graf Emich IX. die Pfalz verwüstet, vergriff er sich auch an dem Kloster Limburg, mit dessen Abt Machar Wais von Fauerbach († 1509) er ebenfalls Streitigkeiten führte, weshalb sich dieser unter den Schutz der Kurpfalz stellte. Ende August 1504 ließ er das damals schon 500-jährige Kloster anzünden und brannte es mutwillig nieder. Um möglichst großen Schaden zu verursachen, unterhielt man das Feuer 12 Tage lang künstlich. Die Anlage wurde nie mehr aufgebaut und blieb bis heute eine Ruine. Die Zerstörung geschah, trotzdem die Leininger seit Alters her die Schutzvögte des Konvents waren und dort auch ihre Familiengrablege besaßen.
1506 und 1507 kam es zu vorläufigen Vergleichen mit Kloster Limburg und der Kurpfalz. In dieser Zeit (1504–08) errichtete Graf Emich IX., wegen des zerstörten Familienbegräbnisses auf der Limburg, eine neue Grabkapelle seines Geschlechtes, angebaut am südöstlichen Seitenschiff der Dürkheimer Schlosskirche. Es handelt sich um einen spätgotischen Bau mit zwei Giebeln, einem Satteldach und Rippengewölbe, der räumlich mit der Kirche verbunden ist. Sie existiert bis in die Gegenwart und im Inneren haben sich mehrere gotische Grabplatten und Renaissance-Epitaphien der Familie erhalten. 1926 fand man bei einer Öffnung der Gruft die sterblichen Überreste von insgesamt 9 hier bestatteten Personen. 1509 nahm der Leininger die wohltätige Stiftung des Dürkheimer Bürgers Valentin Ostertag († 1507) unter seinen Schutz.
Kaiser Maximilian I.  erklärte 1512 König Ludwig XII. von Frankreich den Krieg. Es handelte sich um Kämpfe im Rahmen der Heiligen Liga gegen die Expansionspolitik Frankreichs. Trotz strengen kaiserlichen Verbotes trug Graf Emich IX. dem französischen König sofort seine Unterstützung an und warb im Reich noch viele Gefolgsleute. Der Kaiser verhängte die Reichsacht über den Leininger, der sich zudem auch noch mit Ludwig XII. überwarf und somit in eine völlig verfahrene Situation geriet.
Die Grafschaft wurde besetzt und Emich IX. konnte weder bei seiner Familie leben noch das Reichsgebiet betreten. Er hielt sich als Verbannter in Ormes und an anderen Orten auf, versuchte aber auch das Schweizer Bürgerrecht zu erlangen, was man ihm verweigerte. Nach vielen durchlittenen Entbehrungen und langwierigen Verhandlungen hob der Kaiser im Jahre 1518 die Acht auf, wodurch der Leininger in die Heimat zurückkehren durfte. Die Grafschaft war infolge seiner bewegten Lebensumstände sehr heruntergekommen. Wohl auch deswegen gewährte er 1519 seinen Söhnen Emich X. und Engelhard die Mitregierung und er zog sich nach Dagsburg zurück. Dort überfiel er 1523 Metzer Kaufleute und kerkerte sie auf der Burg ein. Kaiser Karl V. forderte Emich zur Freilassung auf. Als er diese verweigerte, verhängte der Kaiser erneut die Reichsacht über ihn, von der er erst 1525 nach vielen Demütigungen und ansehnlichem Schadenersatz befreit wurde.

### Kinder

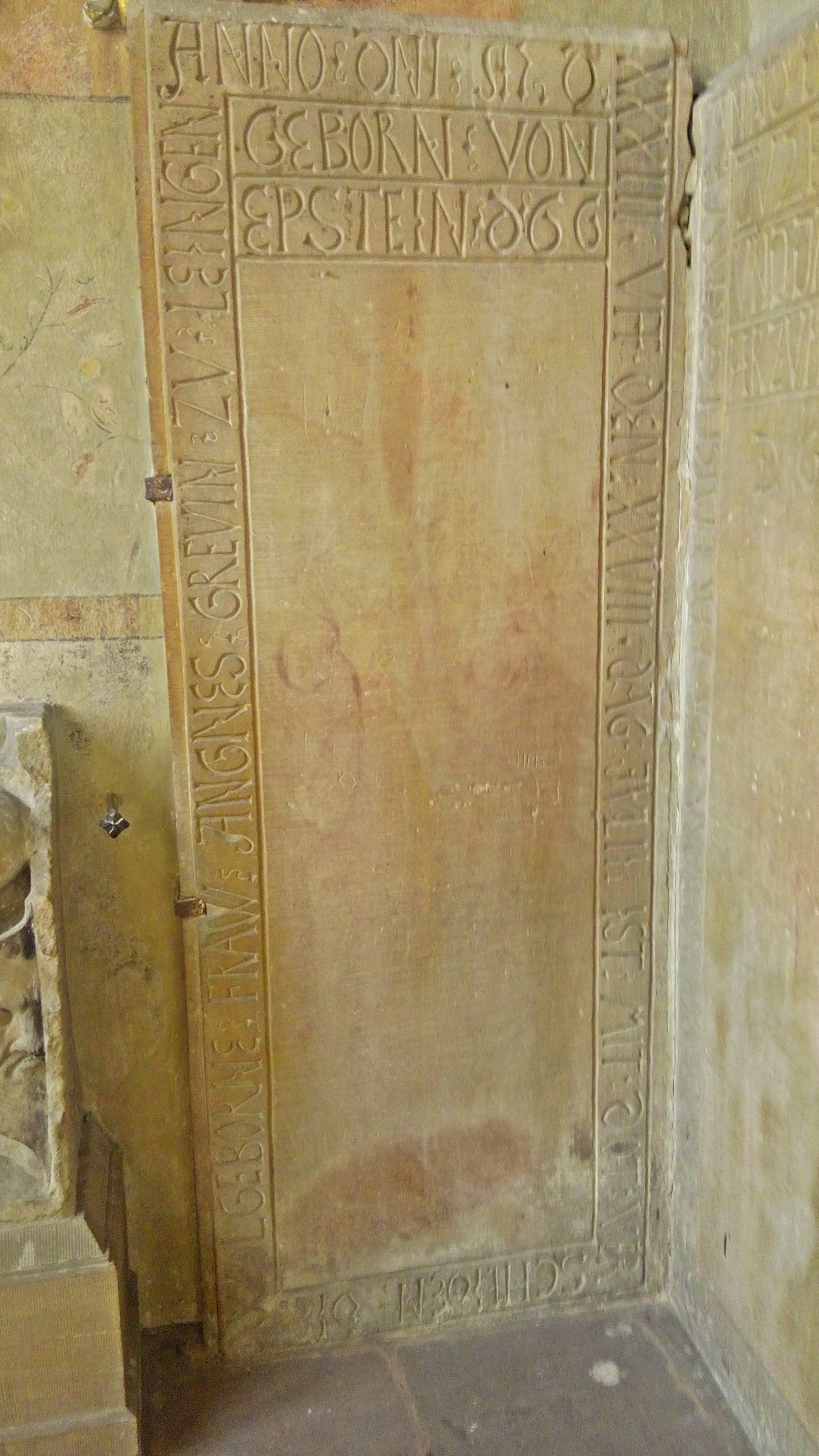
Grabplatte der Gattin, Gräfin Agnes geb. von Eppstein-Münzenberg

1529 kamen die Söhne Emich X., Engelhard, Ludwig, Christoph und Hans Heinrich in Hardenburg zusammen und berieten über die Rettung der Grafschaft Leiningen-Hardenburg, welche durch den Vater an den Rand des Ruins gebracht worden war. Sie gelobten, dass sich nur der älteste von ihnen verheiraten und alle anderen ledig bleiben sollten, damit das Land ungeteilt sei und wieder konsolidiert werden könne. Diesen Vertrag hielten sie getreulich ein und der Vater zog sich fast vollständig aus den Regierungsgeschäften zurück.
Die Tochter Barbara wurde 1522 Nonne im Kloster Marienberg zu Boppard. Auch ihre Schwestern Margareta und Apollonia gingen ins Kloster. Apollonia lebte als Kanonissin mit dem Namen Scholastika im Reichsstift Elten, Margareta im Stift St. Ursula zu Köln. Der Sohn Engelhard von Leiningen (1499–1553) war Domherr in Trier. Einzig verheiratete Tochter war Katharina († 1585), die sich mit dem Grafen Philipp II. von Nassau-Saarbrücken († 1554) und danach mit Johann Jakob I. von Eberstein († 1574) vermählte.

### Tod
1533 starb die Gattin Agnes geb. von Eppstein-Münzenberg und wurde in der neuen Grabkapelle zu Dürkheim bestattet. Graf Emich IX. folgte ihr 1535 und fand seine letzte Ruhe an der Seite der Ehefrau. Beider Grabplatten sind in der Schlosskirche Bad Dürkheim erhalten, die des Grafen trägt den einfachen Spruch: „Dem Gott genad“ (Dem Gott gnädig sein möge).

## Sonstiges
In Hauenstein nahe der Falkenburg existiert die Katharinenkapelle, von der man annimmt, dass sie vom Mitbesitzer der Burg, Graf Emich IX., anlässlich seiner Entbindung von der Reichsacht, zur Sühne gestiftet wurde.